# Peanut (écureuil)
 (novembre 2024).
Si vous disposez d'ouvrages ou d'articles de référence ou si vous connaissez des sites web de qualité traitant du thème abordé ici, merci de compléter l'article en donnant les références utiles à sa vérifiabilité et en les liant à la section « Notes et références ».
Peanut (né  2017 et mort le 1er novembre 2024), également connu sous le nom de P'Nut, était un écureuil gris de l'Est domestiqué. Trouvé et recueilli par Mark Longo en 2017, il est devenu le sujet d'un compte Instagram populaire, utilisé pour attirer des spectateurs vers le compte OnlyFans de Longo. Le 30 octobre 2024, il a été saisi au domicile de ses propriétaires par le Département de la conservation de l'environnement de l'État de New York et euthanasié deux jours plus tard. Cette action a déclenché une large indignation publique, des protestations sur les réseaux sociaux, la condamnation de plusieurs législateurs, ainsi qu'une proposition de loi visant à prévenir des incidents similaires à l'avenir.

## Vie
Peanut était un écureuil gris de l'Est trouvé et recueilli en 2017 par Mark Longo après que la mère de l’écureuil a été tuée par une voiture à New York,. Longo a cherché un refuge pour Peanut, sans succès, et l'a nourri au biberon pendant les huit mois suivants avant de décider qu'il devait être relâché dans la nature. Longo a libéré l'animal dans son jardin, mais environ un jour plus tard, il a retrouvé Peanut sur son porche, avec la moitié de sa queue manquante. Longo a raconté qu'il « a ouvert la porte, Peanut est entré, et cela a marqué la fin de sa carrière de vie sauvage. » Il est illégal de garder des écureuils comme animaux de compagnie dans l’État de New York, et, pendant les sept années passées dans le foyer de Longo à Norwalk, Connecticut, aucune licence n’a été obtenue pour légalement garder Peanut.
Pendant cette période, Longo a créé un compte Instagram pour partager des vidéos de Peanut. En octobre 2024, ce compte comptait 534 000 abonnés. La popularité de Peanut sur les réseaux sociaux a permis d’attirer des spectateurs vers le compte OnlyFans de Longo, où il se présentait comme « le père de Peanut » et produisait des contenus pornographiques, générant 800 000 dollars en un mois. En avril 2023, Longo et sa femme ont déménagé de Norwalk vers le nord de l’État de New York pour fonder le P'Nuts Freedom Farm Animal Sanctuary. Ils couvraient la moitié des dépenses du sanctuaire, la majorité des fonds étant levée grâce à la présence en ligne de Peanut. Selon eux, le sanctuaire avait sauvé plus de 300 animaux d'ici novembre 2024, bien que Longo ne soit pas titulaire d’une licence de réhabilitateur de la faune.

## Mort
Le 30 octobre 2024, Peanut a été emmené, avec un raton laveur domestique nommé Fred, du domicile de son propriétaire à Pine City, dans le comté de Chemung, New York, par le Département de la conservation de l'environnement de l'État de New York, à la suite de plaintes anonymes. Les autorités ont affirmé qu’après sa saisie, Peanut avait mordu un des agents impliqués, et les animaux ont été euthanasiés deux jours plus tard pour effectuer des tests de dépistage de la rage. Longo a déclaré qu’ils étaient en train de remplir les documents pour certifier l’écureuil comme animal éducatif lorsque Peanut a été saisi. Il a ensuite affirmé que la décision d’euthanasier l'écureuil « ne resterait pas sans réponse ». Il a également accusé le Département de la conservation d’usage excessif de la force lors de l’intervention, qui, selon lui, aurait duré cinq heures. Dans une interview au New York Post, Longo a spéculé que les plaintes anonymes étaient motivées par de la jalousie envers le succès de son compte OnlyFans.
La mort de Peanut a déclenché une indignation publique généralisée, des protestations sur les réseaux sociaux, la condamnation de plusieurs législateurs et la proposition d’une loi visant à prévenir des incidents similaires à l’avenir. Sur X, la mort de Peanut est devenue une cause célèbre pour le mouvement MAGA, qui en a imputé la faute aux démocrates. Plusieurs figures républicaines ont dénoncé la mise à mort de l’écureuil, certains partisans de la campagne de Trump affirmant que l’administration Biden-Harris était trop stricte en matière de licences pour détenir des animaux sauvages comme animaux de compagnie. Nick Langworthy a exprimé son agacement envers le Département de la conservation de l'État de New York, affirmant que « plutôt que de se concentrer sur des besoins critiques comme la gestion des inondations dans des endroits comme le comté de Steuben, où les autorités locales peinent à obtenir des permis pour nettoyer les cours d'eau encombrés de débris, ils sont en train de saisir des écureuils de compagnie. » Elon Musk a critiqué la mise à mort de l’écureuil comme « profondément injuste ». L’ancien gouverneur de New York, Andrew Cuomo, membre du Parti démocrate, a également critiqué le Département de la conservation.